# Brendon Burchard
Brendon Burchard s-a născut pe 18 septembrie 1977, în Montana, Statele Unite ale Americii. Este unul dintre cei mai urmăriți traineri de dezvoltare personală din vremurile noastre.

## Biografie și carieră
După ce a supraviețuit unui accident de mașină la vârsta de 19 ani, Brendon a primit ceea ce el numește „biletul de aur al vieții”: o a doua șansă. De atunci și-a dedicat viața ajutării altora să-și găsească energia și să-și împărtășească propria lor experiență cu lumea.
Este autorul de cărți bestseller care a ocupat locul întâi în topul New York Times cu titluri ca Life’s Golden Ticket (Biletul de aur al vieții), The Millionaire Messenger (Mesagerul milionar) și The Charge: Activating the 10 Human Drives that Make You Feel Alive (Energizarea: Cum să activezi cele 10 impulsuri umane care te fac să simți că trăiești). 
Eforturile lui Brendon Burchard au inspirat sute de milioane de oameni de pe întregul glob. Este în Top 100 al celor mai urmărite figuri publice de pe Facebook; show-ul său săptămânal de pe YouTube este cea mai vizionată serie de dezvoltare personală în direct din istoria site-ului; podcast-ul său motivațional The Charged Life (Viața energizată) a debutat pe locul întâi pe iTunes, la toate categoriile, în Statele Unite ale Americii și în multe alte țări; iar postările sale pe blog se clasează printre cele mai plăcute și mai distribuite din istoria modernă a genului motivațional. În calitate de cunoscut conferențiar, a împărțit scena cu Dalai Lama, Sir Richard Branson, Katie Couric, Steve Forbes, Arianna Huffington, Wayne Dyer, Tony Robinson și sute de mari gânditori și inovatori ai lumii. 
De asemenea, este fondatorul High Performance Academy (Academiei de Înaltă Performanță), legendarul program de dezvoltare personală pentru oamenii de succes, și al Experts Academy (Academiei Experților), cel mai cuprinzător training de marketing din lume pentru autori, oratori, coachi de viață și lideri de opinie online. Pentru această muncă, Larry King l-a numit „unul dintre cei mai buni traineri motivaționali și de marketing din lume”. 
Recunoscut ca lider de opinie în domeniul motivației umane și al marketingului afacerilor, Brendon Burchard a fost distins cu Premiul Maharishi și face parte din Consiliul pentru Inovație al Fundației XPRIZE.

## Cărți
- Life’s Golden Ticket (Biletul de aur al vieții), publicată în 2008;
- The Millionaire Messenger (Mesagerul milionar), publicată în 2011;
- The Charge: Activating the 10 Human Drives that Make You Feel Alive (Energizarea: Cum să activezi cele 10 impulsuri umane care te fac să simți că trăiești), publicată în 2012;
- The Motivation Manifesto: 9 Declarations to Claim Your Personal Power (Manifest pentru motivație), publicată în 2014.

## Cărți publicate în limba română
Manifest pentru motivație: 9 declarații pentru a-ți revendica Puterea Personală (The Motivation Manifesto: 9 Declarations to Claim Your Personal Power)